# Plestiodon laticeps
Plestiodon laticeps är en ödleart som beskrevs av Schneider 1801. Plestiodon laticeps ingår i släktet Plestiodon och familjen skinkar. Inga underarter finns listade i Catalogue of Life.
Arten förekommer i östra USA. Den når i norr sydöstra Iowa och södra Pennsylvania, i väst centrala Texas samt i öst Atlanten och Florida. Den hittas även på några mindre öar framför Floridas kust. Habitatet utgörs främst av områden med träd och buskar eller av skogskanter. Ibland besöks träskmarker.
Individerna går på marken och klättrar i den låga växtligheten. De syns ofta på trädstubbar, på trädstammar som ligger på marken och på murar. Som gömställen används trädens håligheter som kan vara övergivna hackspettsbon. Plestiodon laticeps hittas i skogar med cypresser men den undviker områden med tallar. Äggen läggs ofta i förmultnande trädstubbar, under stenar eller de göms på annat sätt.
Plestiodon laticeps kan anpassa sig till måttliga landskapsförändringar. IUCN kategoriserar arten globalt som livskraftig.